# آتورپاتکان
آتروپاتَکان (به پارسی میانه: آتروپاتکان) (به یونانی: Ατροπατήνη، آتروپاتینی) یا مادِ آتروپاتَکان یا به پارسی نو آذَرآبادَگان) به پارسی میانه: آدُرآبادَگان)، نام باستانی منطقه‌ای است که امروزه آذربایجان نامیده می‌شود.
این منطقه در آغاز فرمانروائی هخامنشیان بخشی از ساتراپی ماد بود و بعدها تبدیل به یک ساتراپی جداگانه که یونانیان آن را ماد کوچک یا ماد شمالی می‌نامیدند شد. پس از فروپاشی امپراتوری هخامنشی، آتروپات، ساتراپ ماد کوچک، تسلیم اسکندر شد. اسکندر پس از مدتی، حکومت ساتراپی را به وی بازگرداند. پس از مرگ اسکندر در سال ۳۲۳ پیش از میلاد، آتروپات سردار ایرانی از پیوستن به سلوکوس یکم سر باز زد و بدین ترتیب دولت مستقل آتروپاتکان تشکیل شد. از آن پس تاریخ‌نویسان لاتینی و یونانی «ماد کوچک» را «ماد آتروپاتکان» یا به اختصار «آتروپاتکان» نیز نامیدند. نام این سرزمین به پارسی میانه «آتورپاتَکان» و بعدتر «آدوربادَگان» بود و در فارسی نو «آذَرآبادگان» نامیده شد که در زبان عربی به «آذربایجان» تبدیل شد که امروزه در زبان فارسی از آن استفاده می‌شود.
آتروپاتکان تا اوایل سده یکم میلادی توسط خاندان آتروپات اداره می‌شد و در مقاطعی تبعه امپراتوری سلوکی و در زمان حکومت تیگران دوم تبعه پادشاهی ارمنستان بود. پس از شکست سلوکیان از اشکانیان، از اوایل سده یکم به بعد، اداره آتروپاتکان به‌دست خاندان اشکانی افتاد.

## نام
آذربایجان از نام آتروپات (به یونانی: آتروپاتیس، Aτρoπάτης) مشتق شده‌است و از دو واژهٔ آتر به معنای «آذر» و پات به معنای «پناه» تشکیل شده‌است. آتروپات نام سرداری ایرانی بود که در جنگ میان داریوش سوم آخرین پادشاه هخامنشی و اسکندر مقدونی در نبرد گوگامل فرمانده مادها در سپاه ایران بوده‌است. آتروپات پس از شکست ایران و کشته شدن داریوش، به اسکندر پیوست و در زمستان ۳۲۸–۳۲۷ پیش از میلاد از سوی اسکندر به جای «اوکسیدات» به حکومت ماد منصوب گردید. آتروپات در ۳۲۴ قبل از میلاد دختر خود را به پردیکاس سردار اسکندر داد. پس از مرگ اسکندر و تقسیم ممالک و متصرفات او میان سردارانش، قسمت شمال غربی ماد به او واگذار گردید و او در آنجا به استقلال به حکومت پرداخت. این ناحیه که به «ماد کوچک» (در برابر «ماد بزرگ») معروف شده بود، پس از استقلال و استقرار آتروپات در آنجا به نام او نامیده شد. او سلسله‌ای بنیان گذاشت که مدت طولانی ادامه یافت. به اعتقاد قدرت‌دیزجی، آتروپات، تباری مادی داشته و از ساکنان شمال غرب ماد بوده‌است؛ گرچه مشخص نیست که او از تبار دیاکو بوده باشد. در کتاب آناباسیس آریان، آمده‌است که آتروپات، فرمانده مادی‌ها، کادوسی‌ها، آلبانی‌ها و سکسیانی‌ها بوده و آریان نام او را آتروپاتیس (Atropatés) ذکر کرده‌است.
در دوران هخامنشی، آذربایجان بخشی از ساتراپی ماد بود. پس از فروپاشی امپراتوری هخامنشی و به استقلال رسیدن ناحیه شمال غربی ماد به‌دست آتروپات، ساتراپ پارسیِ ماد، به سال ۳۲۱ پ. م، نویسندگان یونانی و لاتین (استرابون و ژوستین)، این سرزمین را مادِ آتروپاتنه، یا به‌طور کوتاه‌شده، مادِ کوچک نامیدند. نام این سرزمین در فارسی میانه پیشین: Āturpātakān و در فارسی میانه پسین: Ādurbādagān، بود در حالی که در فارسی نو، آذربایجان نامیده شد.
این ناحیه در خط پهلوی «آتورپاتَکان» ضبط شده‌است، اما آتورپاتکان نماینده تلفظ این کلمه در سرتاسر عهد ساسانیان و تغییراتی که در طی چندین سده در زبان مردم و در حروف صامت و مصوت آن روی داده‌است نیست و املای پهلوی، شکل کهن آن را حفظ کرده‌است؛ مثلاً در کتاب «جنگهای ایران» (تألیف پرکپ) پروکوپیوس مورخ بیزانسی سده ۶ میلادی نام این ناحیه دو بار به شکل «آدَربایْگانُن» آمده‌است که تلفظ «آذربایگان» یعنی تلفظ واقعی مردم آن را منعکس می‌سازد. در آخر سده ۴ میلادی پاوستوس بوزاند، مورخ ارمنی یک بار این نام را به صورت «آترپاتکان» و ۷ بار به شکل «آترپایکان» به کار برده‌است. فریدریش کارل آندرئاس، ایران‌شناس آلمانی حدس می‌زند که تلفظ واقعی این کلمه در سده ۳ میلادی «آذُرباذَگان» بوده‌است یعنی صامت بیواک (مهموس) انسدادی «ت» به صامت واکدار (مجهور) و سایشی «ذ» بدل شده‌است. صامت «ذ» در کلمات فارسی قدیم پس از مصوت، به «ی» بدل گردیده و به همین جهت «آدرباذگان» نیز به «آذربایگان» تبدیل شده‌است. در سده ۹ میلادی هنوز به پیروی از اواخر ساسانیان «آذرباذگان» گفته می‌شد. فردوسی در شاهنامه به جهت رعایت وزن شعر «آذر آبادگان» گفته‌است که بیانگر تلفظ واقعی مردم نبوده‌است. آذربایگان که تلفظ مردم آن عصر بوده، در زبان عربی به اَذْرَبیجان و آذربیجان بدل شده که در فارسی امروزی «آذربایجان» شده‌است.
| به یک هفته بر پیشِ یزدان بُدند |  | مپندار کآتش پرستان بدند  |
| که آتش بِدان گاه، محراب بود   |  | پرستنده را دیده پرآب بود |
| به یک ماه در آذرآبادگان      |  | ببودند شاهان و آزادگان   |

| چو نامه بخوانی تو با مِهتَران |  | برانداز و برساز لشکر بَران |
| همی تاز تا آذرآبادِگان       |  | دیار بزرگان و آزادگان     |
| همیدون گَله هرچه داری ز اسب  |  | ببر سوی گنجورِ آذرگُشَسب     |

## تاریخچه
دودمان آتریان یا آترو (به معنی آتش) با نام رسمی آتروپاتکان دودمانی مادتبار زرتشتی بود که در ماد به تبلیغ دین مزدیسنا می‌پرداختند سلسله آن‌ها مدت زیادی دوام آورد آنان قبل از پایه‌گذاری آتروپاتکان خانواده بزرگ و ثروتمند و قوی بودند که قدرت و نفوذ زیادی در ماد داشتند آتروپات نیز از خاندان آترو بود که بعد از مرگ اسکندر مقدونی قسمت اعظم ماد را به کنترل خود درآورد و باری دیگر دودمان آترو را به شکوه قبل خود رساند و به خاندان آترو و دیگر زرتشتیان اجازه داد که آتشکده‌های فراوانی بنا کنند دودمان آترو یکی از سلسله‌های نسبتاً طولانی بود که از زمان سلوکیان شروع و در اوایل ساسانیان به پایان رسید نام آترو که به آتروپاتکان تبدیل شد هنوز که هنوزه به شکل تغییر یافته آذربایجان وجود دارد در حال حاضر به خاطر اینکه اکثر کتیبه‌ها و اطلاعات خاندان آترو از بین رفته از این دودمان اطلاعات زیادی در دسترس نیست و اکثر اطلاعات ما به‌دست آمده از نوشته‌ها و کتیبه‌های اشکانی و ساسانی می‌باشد سلسله آنان بالاخره توسط ساسانیان سقوط کرد.
پایه‌گذاری
آتروپات تا مرگ داریوش سوم در سال ۳۳۰ پیش از میلاد به او وفادار مانده بود و بعد از مرگ داریوش سوم به اردوگاه مقدونی‌ها پیوست. اسکندر بعد از گذر از اکباتان (همدان) در ابتدای همان سال فرمانروایی ماد را به اکسیدَتِس واگذاشت. اما در سال ۳۲۷ یا ۳۲۸ پیش از میلاد اکسیدَتِس- را که دیگر به وفاداری اش اعتماد نداشت - عزل و دوباره آتروپات را به فرمانروایی آن سرزمین گماشت. آتروپات، بریاکسِس شورشی شکست خورده از استان آتروپاتکان را در سال ۳۲۴ یا ۳۲۵ پیش از میلاد در پاسارگاد به اسکندر تحویل داد. او به اندازه‌ای در نظر اسکندر مقام و منزلت یافت که مدتی بعد با دختر رازدار اسکندر – آنیسا - ازدواج کرد. او آخرین دیدارش را با اسکندر در ماد به سال ۳۲۳ یا ۳۲۴ پیش از میلاد انجام داد. بعد از مرگ اسکندر در ۳۲۴ پیش از میلاد، در تقسیم اراضی توسط بابِل، ساتراپی ماد به دو قسمت تقسیم شد، به‌طوری‌که ماد کوچک (قسمت شمال غربی) به آتروپات و ماد بزرگ (قسمت شرقی) به پیثون واگذار گردید.
سپاه
آتروپاتکان دارای یک سپاه دایم ۵۰ هزار نفری برای محافظت از مرزها و نبردها بود آتروپات با تشکیل یک ارتش دایم می‌خواست از میزان امنیت حکومتش اطمینان پیدا کند و اقتدار خود را به رقبای سلوکی خود نیز نشان دهد ارتش آتروپاتکان سپاه عجیبی بود زیرا نوع جنگیدن این ارتش آمیزه‌ای از پارسی و یونانی و مادی بود و سبک بسیاری قوی ایجاد کرده بود همچنین تمامی سپاه حتی کمانداران به زره و کلاهخود مجهز بودند

## محدوده آتروپاتکان
به گفته جغرافی‌نویسان یونانی «آتروپاتنه» از شمال به سرزمین خزرها محدود می‌شد و از مغرب (در حقیقت شمال غرب) رود ارس حد فاصل میان آن و ارمنستان بود و از جنوب غربی تا دریاچه مانتیانی یا ماتْیِنی (در استرابن: «سپاوتا» که به «کپاوتا» (کبوذان) تصحیح شده‌است) یعنی دریاچه ارومیه گسترده بود. مهم‌ترین قسمت آتروپاتنه همین حوزه دریاچه ارومیه بود با مرکز آن به نام «گازا» یا «گازاکا» (گنزک) در میان راهی که از اکباتانا (همدان) به آرتاشات (واقع در ارمنستان) می‌رفت. قلعه گازاکا همان «وِرا» یا «فرااسپه» (در فارسی باستان: فرا ـ دَه ـ اَسْپه = یاری دهنده و پیش برنده یا تولیدکننده اسپان) بود.
وسعت دقیق آتروپاتکان به درستی مشخص نیست. به عقیده شوارتز تا دریای کاسپین می‌رسیده‌است ولی اینکه چه مقدار از سواحلش را در اختیار داشته مورد اختلاف (مورخین خاورشناس) است.

## جغرافیای آتروپاتکان
از رود ارس تا کوه‌های آورین‌داغ و قره‌داغ. ناحیهٔ شهرهای کنونی قطور، خوی و مرند. این ناحیه را آشوریان سان گی بوتو می‌نامیدند و از قرن نهم تا پایان قرن هشتم پ.م. کاملاً جزو اورارتو بوده‌است و سرنوشت آن بعد از آن تاریخ تا دوران سقوط آشور و اورارتو روشن نیست.
جلگهٔ سان‌گی‌بوتو ناحیه‌ای بود زراعی و حاصلخیز. کوه‌هایی که آن را از درهٔ ارس جدا می‌کردند و رشته کوه‌هایی که به موازات مدار قرار داشته ناحیهٔ مزبور را از فلات ارمنستان مجزا می‌سازند، در عهد باستان کاملاً پوشیده از جنگل انبوه بودند.
درّهٔ رود قره سو (شعبهٔ جنوبی ارس)
از منابع قدیم هیچ اطلاعی دربارهٔ این ناحیه در دست نیست. بعدها کادوسیان در آنجا ساکن گشتند.
ناحیهٔ دریاچهٔ ارومیه و رودهایی که در آن می‌ریزند
این ناحیه به سه ناحیهٔ فرعی منقسم می‌گردد:
- الف: کرانهٔ غربی دریاچهٔ ارومیه یعنی گیلزان باستانی در قرن نهم پ.م. ناحیهٔ مستقلی بوده‌است و ظاهراً بعدها جزو اورارتو یا ماننا گشت یا اینکه میان آن دو تقسیم شده.
- ب: کرانهٔ جنوبی دریاچه ارومیه و حوضهٔ رود جغتو و رودهایی که به موازات آن جاریند. این ناحیه در قرن نهم به نام زاموای داخلی موسوم بوده و به چندین واحد مستقل سیاسی تقسیم می‌شده.[۹] بعدها این ناحیه هستهٔ دولت ماننا را تشکیل داد؛ و از قرن هفتم پ.م. به بعد آن را می‌توان مرکز اقتصاد ماد شمرد. به این معنی که در آغاز مرکز اقتصاد سراسر ماد بوده‌است و بعد «مادآتروپاتن».[۱۰]
- ج: کرانهٔ شرقی دریاچه ارومیه به ماننا مربوط بوده‌است و کرانهٔ شمالی یعنی درّهٔ رود آجی چای و ناحیهٔ تبریز کنونی ظاهراً مستقل بوده. در این‌جا قبیلهٔ دالیان زندگی می‌کرده. ناحیهٔ (ج) و سه ناحیهٔ فرعی آن از لحاظ اقتصادی از دیگر نواحی بیشتر رشد کرده بوده. حتی اکنون نیز در بسیاری از نقاط این ناحیه ممکن است زراعت و باغداری پیشرفت کند. علی‌الظاهر در گیلزان کان مس استخراج می‌شده‌است.

درّهٔ رود قزل اوزن (سپید رود) و شعبه‌های آن

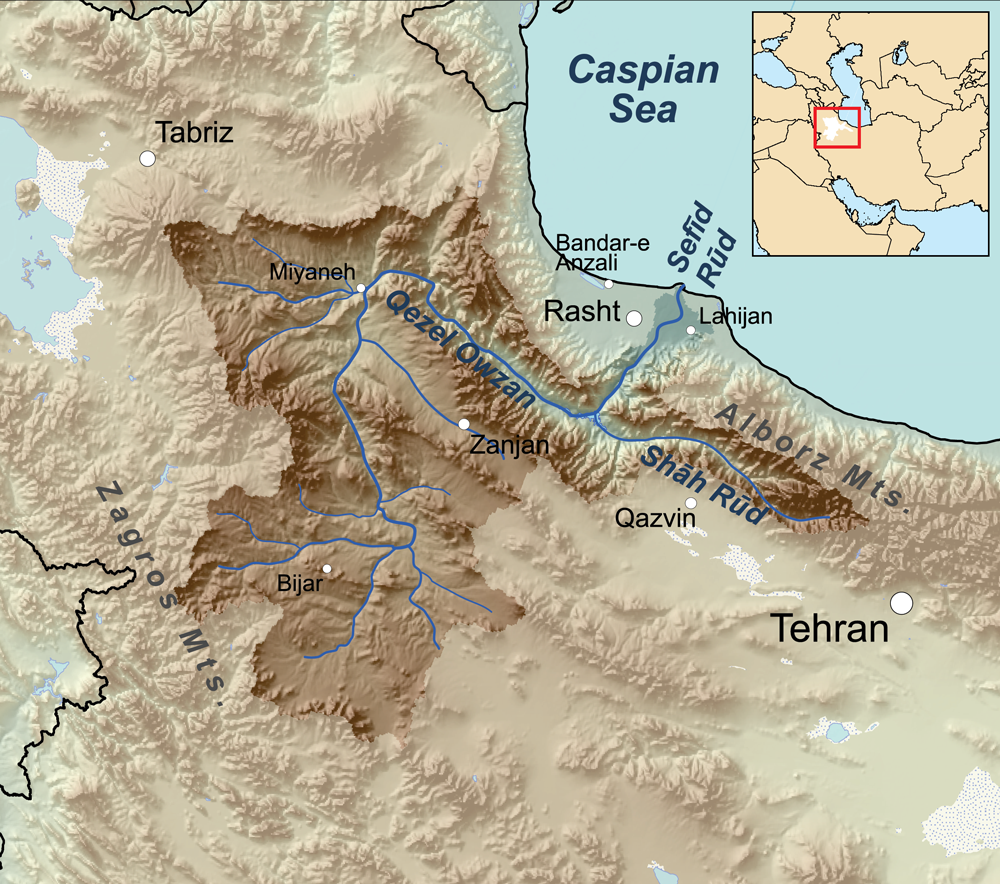
مسیر قزل اوزن و سفید رود

ویژگی رود قزل اوزن مارپیچی بودن آن است. در درّهٔ مزبور چند ناحیهٔ فرعی را باید مشخص کرد:
- الف: اگر از مرداب مانندی که در نزدیکی‌های شهر کنونی رشت مصب آن رود را تشکیل می‌دهد[۱۱] برخلاف جریان رود حرکت کنیم در آغاز مستقیماً به جنوب خواهیم رفت و رود مزبور از ایالت گیلان گذشته، از طریق درّهٔ تنگی جبال مرتفع البرز را قطع می‌کند. اینجا سرزمین جنگل‌های گرمسیری است. قزل اوزن بالاتر از این ناحیه از شمال‌غرب بسوی جنوب‌شرق میان کوه‌های آق‌داغ[۱۲] و آق گدوک جاری می‌شود و درّه‌ای که در این محل تشکیل می‌دهد در دوران کهن اندیا[۱۳] نامیده می‌شد.
- ب: در بخش شمال‌شرقی این درّه رودکی که از کوهستان سهند سرازیر می‌شود و شهر کنونی میانه بر کرانهٔ آن قرار دارد به قزل اوزن می‌ریزد. درّهٔ این رودک و جویبارهایی که بدان می‌ریزند در دوران کهن ناحیهٔ زیکرتو را تشکیل می‌داد.
- ج: قزل اوزن بالاتر از محل تلاقی با رودک مزبور از جنوب به شمال جاری است. بخش علیای آن را قافلانکوه (گیزیل بوندای قدیم) از ناحیهٔ ماننا جدا می‌کند. آشوریان بیشتر این بخش قزل اوزن را مادای[۱۴] می‌خواندند.

## آتروپاتکان در زمان سلوکیان

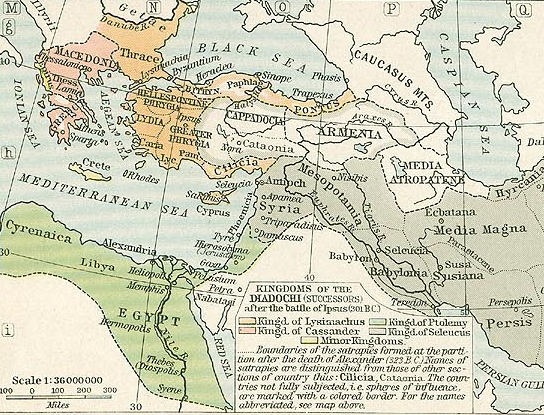
نقشه آتروپاتکان در سال ۳۰۱ پیش از میلاد در زمان سلوکیان

آتورپات پس از مرگ اسکندر (به سال ۳۲۳ پیش از میلاد)، نیز در هیچ‌یک از رویداهای مربوط به جانشینانش (و حتی تقسیم ماد به دو بخش ماد کوچک و ماد بزرگ) شرکت نکرد و ماد کوچک را همچنان در دست داشت. ماد بزرگ (جنوب غربی) به مرکزی شهر اکباتان (همدان کنونی)، به سردار مقدونی، پیتون واگذار شد و آتورپات در هیچ‌یک از جنگ‌های وی با رقیبانش، دخالتی نکرد.
از پایان زندگی آتورپات، آگاهی چندانی در دست نیست. در رویدادنامهٔ سریانیِ کرخ‌بیت سلوک که در سدهٔ ششم میلادی نوشته شده، آمده‌است که آدُرباد (که سرزمین ماد به نام او، آدُربایگان نامیده شد) دژی ساخت و به کیلیکیه در آناتولی لشکر کشید و در جنگ با آشوریان کشته شد؛ ولی این گزارش، به ویژه کشته شدن او به دست آشوریان مشکوک است و هیچ سندی برای اثبات این ادعا وجود ندارد.
در منابع یونانی جانشین آتورپات، آرته بازان است که معاصر با حکمران سلوکی‌ها – آنتیوخوس سوم – که در طی سال‌های ۲۲۳ یا ۲۲۴ تا ۱۸۷ پیش از میلاد مسیح حکمرانی می‌کرده‌است. به استناد گزارش (پولیبیوس) آتروپاتکان تا کوه‌های قفقاز کشیده شده بود و به نوشته ارنست هرتسفلد آرته بازان حکمران ارمنستان و آتروپاتکان بوده‌است. آنتیوخوس سوم بعد از شکست دادن مولون، ساتراپ ماد که علیه او شورش کرده بود، تصمیم گرفت به آرته بازان حمله کند تا بدین وسیله به کسانی که به شورشی‌ها نفرات یا اسلحه داده بودند، هشدار داده باشد (گرچه کمک آرته بازان به مولون از نگاه اسمیت مشکوک است). آرته بازان به دلیل کهولت سنی، مقاومت چندانی در برابر آنتیوخوس سوم نکرد و به نظر می‌رسد او در ازای تأیید شدن فرمانروایی اش بر آتروپاتکان، تابع فرمانروای سلوکی شد.

## آتروپاتکان در زمان اشکانیان

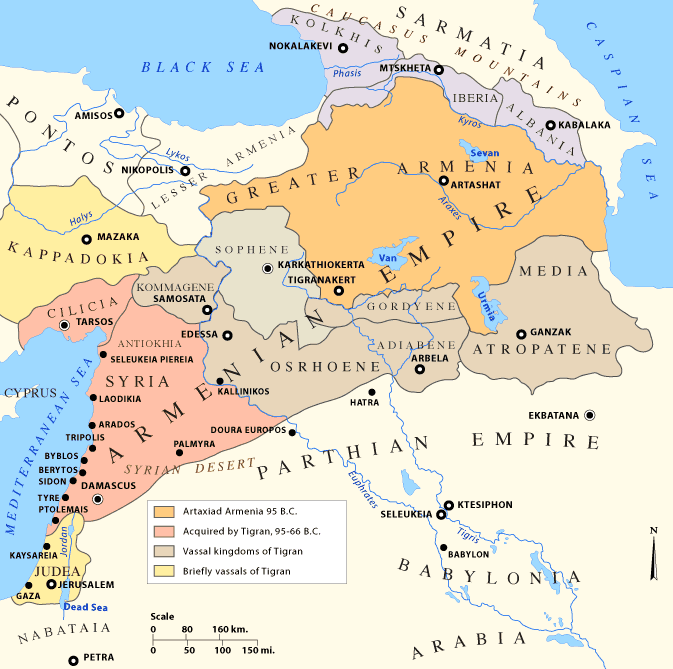
نقشه آتورپاتکان در زمان فرمانروایی تیگران دوم

جانشینان «آتروپات» در زمان سلوکیان و اشکانیان در این ناحیه که از این پس به نام او معروف گردید حکومت می‌کردند. در زمان سلوکیان که زمان رواج فرهنگ یونانی در ایران بود «آتروپاتنه» تحت حکومت روحانی هواخواهان کیش مغان بود و در آنجا مغان و معابد دینی املاک وسیعی داشتند و از این رو آتروپاتنه در برابر فرهنگ یونان مقاومت می‌کرد. از این روست که در روایات زردشتی و در دوره اسلامی آتروپاتکان را مهد زردشت و دین زردشتی گفته‌اند و ارومیه را زادگاه زردشت خوانده‌اند، اما بررسیهای زبانشناسی در اوستا، این معنی را تأیید نمی‌کند. پادشاهان آتروپاتنه در زمان اشکانیان تابع دولت اشکانی بودند.

## خاندان اشکانی و سلوکی آتورپاتکان
فهرست پادشاهان آتروپاتنه در زمان سلوکیها و اشکانیان از کتاب «نامنامه ایرانی» نقل می‌شود:
1. آتورپات
2. آرته‌بازان
3. مهرداد یکم آتورپاتکان
4. داریوش یکم آتورپاتکان
5. آریوبرزن یکم آتورپاتکان
6. آرتاوازد یکم آتورپاتکان
7. آسینالوس
8. آریوبرزن دوم ماد آتروپاتن
9. آرتاوازد سوم ارمنستان
10. اردوان سوم
11. بهنام دوم
12. پاکور دوم

آرتاوازد یکم پسر آریوبرزن یکم از شاهان معروف آتروپاتنه است. او در حدود ۵۹ قبل از میلاد متولد گردید و در ۳۶ قبل از میلاد از سوی مارکوس آنتونیوس (آنتوان، یکی از فرمانداران سه‌گانه رم) مورد حمله واقع شد. آنتوان با حمله به آتروپاتنه می‌خواست از سوی شمال بر خاک پارت یا دولت اشکانی بتازد. در این حمله آتروپاتنه ویران گردید و «فرااسپه» مرکز آن محاصره شد. آرتاوازد از فرهاد چهارم پادشاه اشکانی یاری خواست و بر سپاهی از آنتوان تاخت و آن را نابود کرد. آنتوان از محاصره فرااسپه طرفی نبست و عقب نشست. فرهاد چهارم پس از عقب‌نشینی آنتوان، با آنکه سرزمین آتروپاتنه صدمات زیادی دیده بود، قسمت کمی از غنایم جنگی را به آرتاوازد داد و او را از خود رنجاند. آرتاوازد در ۳۵ قبل از میلاد به آنتوان پیشنهاد پیمان‌دوستی و نظامی کرد و آنتوان این پیشنهاد را پذیرفت و یوتاپه دختر او را به عقد پسر خود الکساندر هلیوس درآورد. آرتاوازد به یاری سپاهیانی که آنتوان در اختیارش گذاشته بود بر فرهاد چهارم و متحد ارمنیِ او غالب آمد. پس از شکست آنتوان در نبرد آکتیوم آرتاوازد از فرهاد چهارم شکست خورد و اسیر شد، ولی پس از مدتی از بند رهایی یافت و نزد آگوستوس رفت و آگوستوس او را با خوشرویی پذیرفت. آرتاوازد در ۲۰ قبل از میلاد در رم مرد.
خاندان آتروپات تا آغاز سده اول میلادی در آتروپاتکان حکومت کردند. احتمال می‌دهند که اردوان دوم (یا سوم) اشکانی که در ۱۰ میلاد به سلطنت رسید و پیش از آن پادشاه آتروپاتنه بود از نسل و خاندان شاهی آتروپات بوده‌است. از آن پس تا قدرت یافتن ساسانیان آتروپاتنه شاهانی داشته‌است که تابع دولت اشکانی بوده‌اند.
به گفته آپولونیوس آتروپاتکان در زمان اشکانیان می‌توانست ۱۰٬۰۰۰ سوار و ۴۰٬۰۰۰ پیاده بسیج کند و جنگجویان و سواران آتروپاتکان معروف بوده‌اند.
در دوران بعد، اتفاق کمتری در آتروپاتن در منابع گزارش شده‌است. یوسف فلاوی نوشته‌است که اولین اقدام شاه اشکانی، بلاش یکم (۵۱ میلادی تا ۷۶ یا ۸۰ میلادی)، انتصاب برادرش پاکور دوم، به سمت پادشاهی مادِ آتروپاتن بود. زمانی که الانان به سال ۷۲ میلادی، به آتروپاتن حمله کردند، پاکور دوم به کوهستان صعب‌العبور فرار کرد. گزارش حمله دیگر آلانی‌ها بین ۱۳۴ و ۱۳۶ میلادی، گزارش شده‌است.
در اواخر دوره اشکانیان (به جز دوران سقوطشان)، دچار نبود اطلاعات هستیم؛ در سال‌های پایانی حکمرانی آنها، هنگامی که با اردشیر، بنیانگذار سلسله ساسانی درگیر بودند، منابع دربارهٔ آتروپاتکان موجود است. اردوان چهارم، آخرین پادشاه بزرگ اشکانی، هم‌زمان با برادرش، بلاش چهارم، در حال نبرد بود. قدرتمندترین حامیان او در ماد (جایی که به نظر می‌رسد سکه‌هایش ضرب گشته‌اند، احتمالاً اکباتان می‌بایستی می‌بود)، آذربایجان، خوزستان و آدرباینه بودند. با این حال، گئو ویدن‌گرن اسنادی را یافت که مردم عادی مادِ آتروپاتنه، متحدان اردشیر بودند. کتیبه مشهور صخره‌ای ساسانی در سلماس، که فاصله چندانی از دریاچه ارومیه ندارد، که توسط اردشیر و دیگران به نمایش گذاشته شدند، در عقیده گئو ویدن‌گرن، فتح‌نامه اردشیر در این باره است؛ عقیده والتر هینتس، که این اثر مکتوب، دربارهٔ پیروزی اردشیر بر ارمنستان است، کم‌اهمیت تر واقع گشته‌است.

## آتروپاتکان در زمان ساسانیان
اطلاعات تاریخی، تا زمان درگیری ۳ گانه هم‌زمان اردشیر بابکان با اردوان چهارم، پادشاه اشکانی و بلاش، برادر رقیب او، در دست نیست. هوادارانش در خوزستان، آذربایجان و آدباین و مخصوصاً ماد قرار داشته‌اند. ویدن‌گرن مدارکی یافته‌است که نشان می‌دهد که مردم عادی ماد آتروپاتکان متحد اردشیر بابکان بوده‌اند. با شکست و کشته شدند اردوان در ۲۲۶ پیش از میلاد، آذربایجان با مقاومت اندکی، تابعیت اردشیر را پذیرفت. پس از روی کار آمدن اردشیر بابکان ارمنستان مدتی در برابر او مقاومت کرد و به همین جهت احتمال می‌دهند که شاید آتروپاتکان نیز کاملاً مطیع اردشیر نبوده‌است. در دِه خان تختی، در ۳۰ کیلومتری جنوب سلماس، کمی دورتر از جاده سلماس ـ ارومیه نقشی بر کوه‌است که به عقیده متخصصان متعلق به زمان ساسانیان یا اردشیر بابکان است. این نقش دو سوار شاهانه را با دو پیاده نشان می‌دهد که محتملاً یکی از سواران اردشیر بابکان و دیگری شاپور یکم است و بعضی هم احتمال می‌دهند که یکی شاپور یکم و دیگری ولیعهد او باشد. ظاهراً آن دو مرد پیاده شاهان ارمنستانند که حلقه حکومت ارمنستان یا آتروپاتکان را به شاه ساسانی تقدیم می‌کنند، اما این استنباط بیش‌تر مبتنی بر حدس دانشمندان است، زیرا کتیبه‌ای همراه این نقش نیست، گرچه لباس‌ها و آرایشها نشان‌دهنده شاه ساسانی است. اگر حدس بعضی از دانشمندان درست باشد باید گفت که اردشیر کاملاً بر ارمنستان مسلط نبوده‌است، زیرا اگر چنین بود بایست این نقش به جای آنکه در مرزهای ارمنستانِ ایران و آتروپاتکان کنده شود، در عمق خاک ارمنستان کنده شده باشد و از سوی دیگر نشانه آن است که آتروپاتکان با قسمت‌های غربی آن و غرب و شمال دریاچه ارومیه به دست اردشیر و به هر تقدیر به دست شاپور افتاده بوده‌است. شاپور یکم ساسانی در ۲۵۲ میلادی ارمنستان را فتح کرد. با فتح این سرزمین آتروپاتکان نیز طبعاً به‌طور کامل تابع دولت ساسانی گردید.
در زمان ساسانیان ارمنستان میان ایران و روم تقسیم گردید و به آتروپاتکان پیوست. از ۹ بخش که برای ارمنستان ایران ذکر کرده‌اند، ۲ ناحیه هیر و زراوند (به احتمال خوی و سلماس) مسلماً جزو آتروپاتکان بود. به نوشته ابودلف زراوند نام چشمه آب گرم و معدنی معروفی در کنار دریاچه ارومیه نزدیک شهر سلماس جزو آتروپاتکان بود.